# Großsteingrab von Proseken
 Das Großsteingrab von Proseken westlich von Wismar, mit der Sprockhoff-Nr. 320 entstand zwischen 3500 und 2800 v. Chr. als Megalithanlage der Trichterbecherkultur (TBK).
Kurz vor Neu Weitendorf, westlich von Proseken im Landkreis Nordwestmecklenburg in Mecklenburg-Vorpommern liegt das Großsteingrab in einer Baumgruppe im Feld.
Bei der nicht ausgegrabenen Anlage handelt es sich nach Ewald Schuldt (1914–1987) um ein Ganggrab, wobei keine Angaben zur Gangkonstruktion vorliegen. Von der 17 × 10 m großen Einfassung des Nordost-Südwest orientierten Hünenbettes sind bis auf neun massige, alle Randsteine verloren gegangen. Von der etwa sechs mal zwei Meter großen Kammer sind noch sechs (von mindestens 10) Tragsteine vorhanden, vier auf der nordwestlichen Langseite und zwei auf der gegenüberliegenden Seite. Von den vermutlich ehemals vier Decksteinen fehlen zwei. Der riesige nordöstliche Deckstein von 4,2 × 1,5 m und 1,2 m Dicke liegt auf. Der südwestliche Nachbar ist in die Kammer verstürzt.